# 無言歌集 (メンデルスゾーン)
無言歌集（むごんかしゅう）は、メンデルスゾーンによって作曲された一連のピアノ独奏のための作品集である。

## 内容
ドイツ語の原題では“Lieder ohne Worte”（言葉のない歌）である。（英語では Songs Without Words, フランス語では Romances sans paroles と呼ばれる。）「無言歌集」と題して出版されたアルバムは、作品19、作品30、作品38、作品53、作品62、作品67、作品85、作品102 の全8巻があり、それぞれ6曲ずつの「無言歌」を収めている。姉の ファニー・メンデルスゾーンが「無言歌」を考案したとされ、彼女も多数の「無言歌」や「キャラクター・ピース」を作曲している。また、48曲のほか、それまで出版されず、番号のついていない「無言歌」も近年になって出版されている。

## 性格的小品
全部で48曲残された「無言歌」は、当時のドイツ・ロマン派音楽の中で作曲されたピアノの性格的小品集の中でも、最もよく知られた傑作の1つとなっている。これらの曲は、曲想が優美で温かく、技巧的にも難しくないことから、発表の当初から多くの人々に愛されてきた。このメンデルスゾーンの『無言歌集』やシューマンの初期のピアノ作品群の影響を受けて、多くの作曲家たちがこの分野で種々の名作を書いてきた。

## 表題
全48曲にはそれぞれ表題があるが、メンデルスゾーンが自分でつけた表題は5曲しかない（注：この記事ではこれらは『』の括弧を使用する。それ以外の曲名は《》の括弧を使用する）。3曲の『ヴェネツィアの舟歌』（作品19-6, 30-6, 62-5）と『デュエット』（作品38-6）、『民謡』（作品53-5）は作曲者のオリジナルの題名である。それ以外の曲名は大半は楽譜出版社などが曲想からつけたものがほとんどであるが、楽譜の冒頭にある発想標語からついた標題もある。最も有名な《春の歌》（作品62-6）はその一例であり、他に《葬送行進曲》（作品62-3）、《紡ぎ歌》（作品67-4）、《子守歌》（作品67-6）も楽譜の冒頭の発想標語からついた題名である。この4曲については、作曲者オリジナルの5曲と同様にみなして差し支えない。それ以外の曲名は、楽譜の版によってまちまちな場合もある。その他の39曲の題名について、以下の一覧表では日本で最も普及したものを紹介する。

## 作曲者と無言歌
無言歌集の作曲年代は、メンデルスゾーンの生涯のほとんどの期間にわたっている。そのうち、作曲年代を特定できるものは25曲である（他の23曲は、以下の一覧表では「作曲年代不明」と表示する）。最も早いものは、1829年9月14日に作られた《ないしょの話》（作品19-4）である。作曲年代を確認できる最後のものは、1845年12月12日に作られた《タランテラ》（作品102-3）と《子供の小品》（作品102-5）である。

## その他
なお、メンデルスゾーンが作曲した「無言歌」で、何らかの理由でこれら8巻のアルバムに入れられなかった作品も数曲が確認されており、ウィーン原典版やベーレンライター原典版より出版されている。特に、『騎士の歌 Ritterlied』(作曲年不明)は『無言歌集』の補遺として収められることがあり、日本ではドレミ楽譜出版社の『無言歌集』(2006年、ISBN 4285106396)に収録されている。 

## 第1巻 作品19
出版年代：1832年
1. ホ長調、アンダンテ・コン・モート　《甘い思い出》　（1831年作曲）
2. イ短調、アンダンテ・エスプレッシーヴォ　《後悔》　（1832年作曲）
3. イ長調、モルト・アレグロ・エ・ヴィヴァーチェ　《狩の歌》　（1832年作曲）
4. イ長調、モデラート　《ないしょの話》　（1829年9月14日作曲）
  - 作曲年代が確認できる、最も早い時期の曲。《信頼》という表題で呼ばれることもある。
5. 嬰ヘ短調、ピアノ・アジタート　《不安》　（1831年作曲）
  - 《眠れぬままに》と呼ばれることもある。
6. ト短調、アンダンテ・ソステヌート　『ヴェネツィアの舟歌 第1』　（1830年10月16日作曲）
  - 『ヴェネツィアの舟歌』と題した3曲は、いずれもメンデルスゾーンが自分でつけた表題である。これはその第1番に当たる。

## 第2巻 作品30
出版年代：1835年
1. 変ホ長調、アンダンテ・エスプレッシーヴォ　《瞑想》　（作曲年代不明）
2. 変ロ短調、アレグロ・ディ・モルト　《安らぎもなく》　（作曲年代不明）
  - 《心配》と呼ばれることもある。
3. ホ長調、アダージョ・ノン・トロッポ　《慰め》　（作曲年代不明）
  - カトリック聖歌集第100番「しずかに神と」、讃美歌第30番および讃美歌21・第211番「朝風しずかに吹きて」として教会で歌われている。
4. ロ短調、アジタート・エ・コン・フォコ　《さすらい人》　（1834年1月30日作曲）
  - 《道に迷って》とも呼ばれる。
5. ニ長調、アンダンテ・グラツィオーソ　《小川》　（1833年12月12日作曲）
6. 嬰ヘ短調、アレグレット・トランクィロ　『ヴェネツィアの舟歌 第2』　（作曲年代不明）
  - メンデルスゾーンが自分でつけた『ヴェネツィアの舟歌』の第2番。

## 第3巻 作品38
出版年代：1837年
1. 変ホ長調、コン・モート　《宵の明星》　（作曲年代不明）
2. ハ短調、アレグロ・ノン・トロッポ　《失われた幸福》　（作曲年代不明）
3. ホ長調、プレスト・エ・モルト・ヴィヴァーチェ　《詩人の竪琴》　（作曲年代不明）
4. イ長調、アンダンテ　《希望》　（作曲年代不明）
5. イ短調、アジタート　《情熱》　（1837年作曲）
6. 変イ長調、アンダンテ・コン・モート　『デュエット』　（1836年6月27日作曲）
  - これはメンデルスゾーンが自分でつけたオリジナルの表題で、上声部と下声部による“二重奏”から名づけたものである。

## 第4巻 作品53
出版年代：1841年
1. 変イ長調、アンダンテ・コン・モート　《海辺で》　（作曲年代不明）
  - 《浜辺で》と表記されることもある。
2. 変ホ長調、アレグロ・ノン・トロッポ　《浮き雲》　（作曲年代不明）
3. ト短調、プレスト・アジタート　《胸騒ぎ》　（1839年3月14日作曲）
4. ヘ長調、アダージョ　《心の悲しみ》　（作曲年代不明）
  - 《悲しい心》と表記されることもある。
5. イ短調、アレグロ・コン・フォコ　『民謡』　（1841年作曲）
  - これはメンデルスゾーンが自分でつけたオリジナルの表題である。
6. イ長調、モルト・アレグロ・ヴィヴァーチェ　《飛翔》　（1841年作曲）
  - 《勝利の歌》と呼ばれることもある。

## 第5巻 作品62
出版年代：1844年
1. ト長調、アンダンテ・エスプレッシーヴォ　《5月のそよ風》　（1844年1月12日作曲）
2. 変ロ長調、アレグロ・コン・フォコ　《出発》　（1843年作曲）
3. ホ短調、アンダンテ・マエストーソ　《葬送行進曲》　（1843年作曲）
  - 一部の楽譜には Trauermarsch genannt. Ist, von I. Moscheles instrumentiert, während des Trauerconductes der Leiche Mendelssohn’s in Leipzig gespielt worden. と記載されており、メンデルスゾーンの葬儀と関連付けられている。
4. ト長調、アレグロ・コン・アニマ　《朝の歌》　（作曲年代不明）
5. イ短調、アンダンテ・コン・モート　『ヴェネツィアの舟歌 第3』　（作曲年代不明）
  - メンデルスゾーンが自分でつけた『ヴェネツィアの舟歌』の第3番。これらの中では特に有名。

1. イ長調、アレグレット・グラツィオーソ　《春の歌》　（1842年6月1日作曲）

## 第6巻 作品67
出版年代：1845年
1. 変ホ長調、アンダンテ　《瞑想》　（1843年作曲）
  - 《期待》と呼ばれることもある。
2. 嬰ヘ短調、アレグロ・レジェーロ　《失われた幻影》　（1845年作曲）
  - 《失われた夢》と表記されることもある。
3. 変ロ長調、アンダンテ・トランクィロ　《巡礼の歌》　（作曲年代不明）
4. ハ長調、プレスト　《紡ぎ歌》　（1845年5月4日作曲）
  - 楽譜の冒頭に「紡ぎ歌のように」（ドイツ語：Spinnerlied genannt.）という発想標語がある。《蜜蜂の結婚》という別の表題で呼ばれることもある。
5. ロ短調、モデラート　《羊飼いの嘆き》　（1844年作曲）
6. ホ長調、アレグレット・ノン・トロッポ　《子守歌》　（作曲年代不明）
  - 楽譜の冒頭に「子守歌のように」（ドイツ語：Wiegenlied genannt.）という発想標語がある。

## 第7巻 作品85
出版年代：1851年　メンデルスゾーンの没後4年目に、遺作として出版された。
1. ヘ長調、アンダンテ・エスプレッシーヴォ　《夢》　（作曲年代不明）
  - 《夜曲》と呼ばれることもある。
2. イ短調、アレグロ・アジタート　《別れ》　（1834年作曲）
3. 変ホ長調、プレスト　《狂乱》　（作曲年代不明）
  - 《熱狂》と表記されることもある。
4. ニ長調、アンダンテ・ソステヌート　《エレジー》　（1845年作曲）
5. イ長調、アレグレット　《帰郷》　（1845年作曲）
6. 変ロ長調、アレグレット・コン・モート　《旅人の歌》　（1841年5月1日作曲）

## 第8巻 作品102
出版年代：1868年　これは作曲者の死後、21年後に出版されたものである。
1. ホ短調、アンダンテ・ウン・ポコ・アジタート　《家もなく》　（1842年作曲）
  - 《寄るべなく》と表記されることもある。
2. ニ長調、アダージョ　《追憶》　（1845年作曲）
3. ハ長調、プレスト　《タランテラ》　（1845年12月12日作曲）
  - 作曲年代が確認できる、最後期の曲。《子供の小品》と同じ日に作られた。
4. ト短調、ウン・ポコ・アジタート、マ・アンダンテ　《そよ風》　（作曲年代不明）
5. イ長調、アレグロ・ヴィヴァーチェ　《子供の小品》　（1845年12月12日作曲）
  - シューマンの『子供のためのアルバム』に収録された『楽しき農夫』と曲想がよく似ているため、メンデルスゾーンのこの曲も《楽しき農夫》と呼ばれることがある。
6. ハ長調、アンダンテ　《信仰》　（作曲年代不明）